# Golpe
Golpe, nas artes marciais, é um ataque com um objeto inanimado, como uma arma, ou com uma parte do corpo humano destinados a provocar um efeito sobre um adversário ou simplesmente para causar dano a um oponente. Há muitas variedades diferentes de golpes. Um ataque com a mão em um punho fechado é chamado de um soco, um ataque com a perna ou o pé é referido como um chute e um ataque com a cabeça é chamado de cabeçada. Há também outras variações utilizadas 

## Uso
Os golpes são o foco principal de vários desportos e artes, incluindo o boxe, o savate, o caratê, o Shuai Jiao,  o krav maga, o taekwondo, o muay thai, e o wing chun, entre outras. Algumas artes marciais também usam as pontas dos dedos, pulsos, antebraços, ombros, costas e quadris para atacar um oponente, bem como os mais convencionais punhos, palmas das mãos, cotovelos, joelhos e pés.

## Batidas
Bater é o ato de golpear com alguma parte do braço. Geralmente com o cotovelo, a mão, o antebraço ou na parte de trás do punho.
É um golpe que utiliza a mão com os dedos fechados em forma de punho e golpeando com os dedos (em oposição ao punho martelo descrito abaixo). Existem vários métodos de socos, incluindo mas não limitado ao straight ahead, o backfist, o jab, e o soco vertical.

## Golpe com a palma
É um golpe com a palma da mão. Se a mão é aberta ou as pontas dos dedos são dobrados contra as juntas de fundo, a palma golpeia atingindo com a parte inferior da palma da mão, onde a mão se reúne no pulso. A mão é colocada perpendicularmente ao pulso para evitar atingir o tecido interior mais macio do pulso contra o alvo.
O sulco inferior da palma é uma superfície sólida surpreendentemente impressionante, e pode fazer tanto dano como um punho fechado quando utilizado corretamente (alguns estudos têm mostrado que um golpe de palma na verdade, podem produzir mais energia do que um soco na maioria dos casos), com muito menos risco de prejuízo para a própria mão do atacante. Além disso, ele cria alguns centímetros de distância adicional entre o atacante e o alvo do que um soco regular, pegando assim mais impulso.
O golpe com a palma é útil como ele é jogado de uma forma mais descontraída do que um punho fechado. Isso ocorre porque cerrando os punhos encurta os músculos extensores do pulso ao contrario da ação dos músculos flexores do pulso utilizado no soco. Muitas artes marciais ensinam a manter o punho cerrado relaxado até o impacto, a fim de maximizar a velocidade do soco.
Os alvos são numerosos e alguns exemplos incluem o nariz, queixo, orelhas, nuca, a virilha, os rins e cavidade abdominal. Alguns esportes de combate, como o pancrácio, proíbem golpes usando o punho cerrado, mas permitem golpes usando a palma da mão.

### Faca da mão

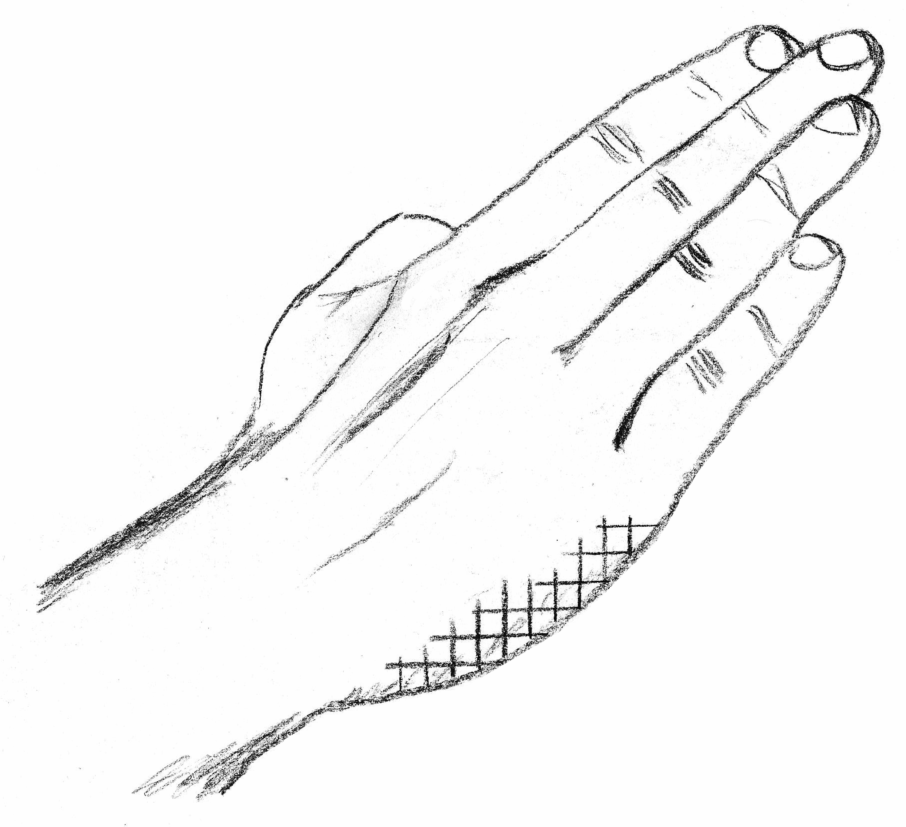
Faca da mão

É um golpe de utilizando a parte do lado oposto ao polegar (do dedo mindinho ao pulso), conhecida por muitas pessoas como golpe de caratê, shuto ou tegatana. Refere-se aos golpes realizados com o lado da junta do dedo mindinho.
Alvos adequados para o golpe com a faca da mão incluem os músculos do pescoço, mastóide, a jugular, a garganta, a clavícula, a terceira vértebra (pedra-chave da coluna vertebral), o braço, o pulso (bloqueio com faca da mão), o cotovelo (bloqueio com a faca da mão de fora), e a tampa do joelho (jogar a perna). Em muitos sistemas japoneses e chineses de artes marciais, a faca da mão é usada para bloquear, bem como para golpear.

### Crista da mão

Crista da mão

Ao dobrar o polegar na palma, uma superfície de golpeamento chamado de crista da mão, ou reverter a faca da mão é formada, estendendo-se alguns centímetros ao longo do interior da mão abaixo da primeira articulação do dedo indicador. Os golpes com a crista da mão normalmente são liberados com um movimento de captura, ou com um braço oscilante em linha reta
Alvos adequados incluem os músculos do pescoço mastóide, jugular, nariz, garganta, mandíbula, os olhos, e na virilha. No entanto, deve notar-se que a crista da mão é geralmente considerada obsoleta em artes marciais e muito circunstancial. O condicionamento necessário para seu uso efetivo normalmente é mais adequado para o condicionamento básico de outras partes mais naturais do corpo, tais como socos ou chutes. Por exemplo, a resistência que pode ocorrer com um lutador incondicionado e às vezes até com um lutador altamente condicionado que utiliza a técnica e um pouco fora dos objetivos principais (olhos, garganta ou nariz) pode fazer mais danos para o atacante, mesmo quando ele acerta alvos decentes como o queixo ou a testa. Como tal, considera-se um nível elevado e uma técnica altamente circunstancial nas artes marciais que continuam a ensinar a técnica, como a maioria das formas de taekwondo, caratê, jiu-jitsu e kung fu.

### Mão de lança

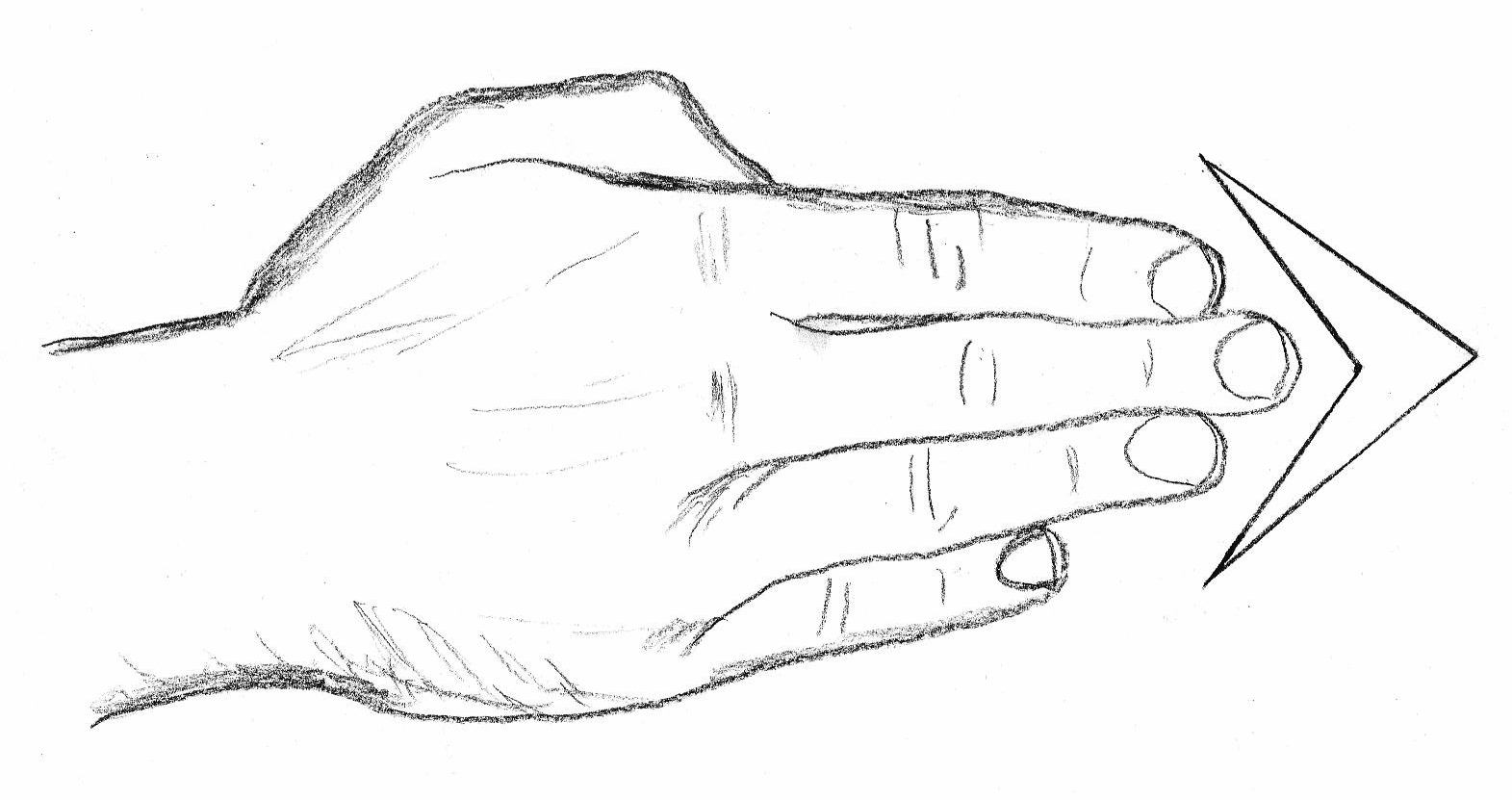
Mão de lança

É desferido da mesma forma que o soco, exceto que a mão é aberta como o golpe com a faca da mão. A área de golpeamento são as pontas dos dedos. Os alvos ideais são os olhos e a garganta. Esta técnica é geralmente inadequada contra a maioria dos outros alvos, devido à alta probabilidade do golpeador poder quebrar seus dedos. Ela tem a vantagem de aumentar o alcance normal do golpe com a mão de três a quatro polegadas a mais em relação ao soco, ao backfist ou ao punho martelo. É considerada uma técnica de alto nível e exige grande condicionamento, mas mesmo acidentalmente pode ser bastante devastador sobre os olhos, tais como em erros de socos vistos nos circuitos modernos MMA.

### Punho martelo
É um golpe com o fundo do punho fechado, usando uma ação como balançar um martelo, mas também pode ser usado na horizontal, como um golpe backfist com a parte inferior do punho.
Este golpe não irá prejudicar os ossos das mãos já que não há compressão dos dedos ou metacarpianos, e não há nenhuma força de alavanca para dobrar o pulso.
O punho martelo golpeia áreas do corpo do tamanho de uma bola de críquete, é particularmente eficaz para golpear o occipital, as têmporas, o nariz, a mandíbula, o pulso (para bloquear socos), o esterno e o ouvido (apesar de uma mão em concha ser mais eficaz). O punho martelo às vezes é usado durante os golpes "ground and pound" nas artes marciais mistas para evitar danificar os ossos da mão.

### Articulação estendida

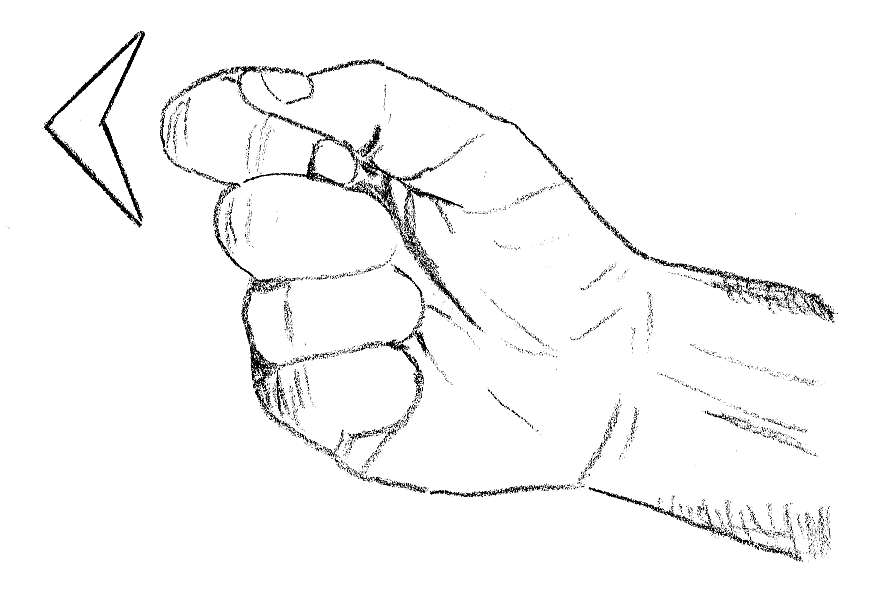
Articulação estendida (Ippon ken)

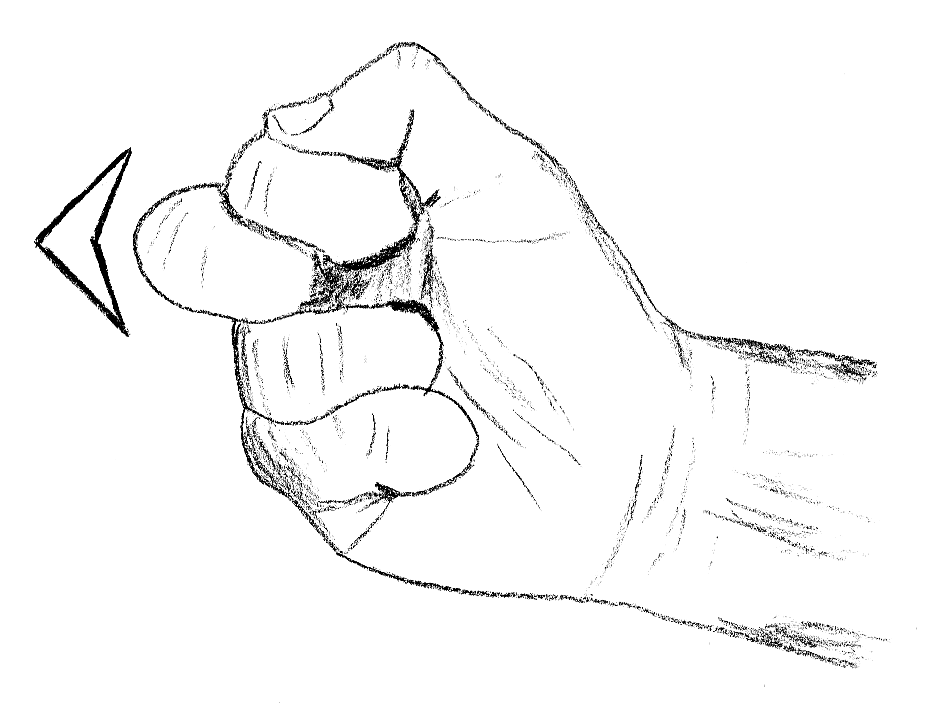
Articulação estendida (Nakadaka ken)

Golpes da mão pode ser feitos com uma articulação estendida, em vez da configuração clássica de punho utilizada para um soco tradicional. Um dos dedos é movimentado para frente para que o impacto seja feito com a articulação, concentrando a força sobre uma área menor. Este tipo de ataque é otimizado para ataques a pontos de pressão. É derivado do antigo e tradicional kung fu, e é considerada uma técnica de alto nível para estudantes avançados/herdeiros da arte. O rigor exigido ao lado dos requisitos de condicionamento (semelhante às articulações do soco tradional) coloca-o como uma técnica circunstancial e não como uma técnica padrão.
Algumas artes marciais modernas, como o krav magá, o aikido, o hapkido, transmitem este golpe para o dorso da mão ao ser detido. Isso coloca pressão sobre os pequenos ossos na mão do adversário, levando-os a abrirem os seus dedos no punho. Isso permite ao praticante uma transição suave para uma técnica de manipulação de pequenas articulações. No entanto, a sua eficácia sobre o adversário é razoavelmente  consciente da luta na ocorrência tem sido desputada com provas difíceis de obter devido à natureza e à letalidade da arte e seu desuso em esportes de combate ou disputas.

## Chutes
Um chute é um golpe físico usando a bola do pé, calcanhar, canela e joelho (este último também é conhecido como uma joelhada). Este ataque geralmente é usado em combate corpo-a-corpo, em especial em combates em pé. Chutes desempenham um papel significativo em muitas formas de artes marciais, como o Taekwondo, Capoeira, Caratê, Vovinam, Kickboxing, Muay Thai, Silat Kalarippayattu.

### Joelhada
Uma joelhada é um golpe com o joelho, seja com o topo do joelho ou a área ao redor.

## Outros ataques
Embora menos comum, outras partes do corpo são usados em ataques específicos.

### Golpe com as nádegas
Em uma golpe com as nádegas, como ensinado no model mugging e em outros sistemas de autodefesa, o defensor move seus quadris e a região das nádegas para trás, em direção a um atacante que esteja segurando por trás, a fim de causar no atacante um desequilíbrio e dobrada para a frente e, eventualmente, causar dor, batendo na virilha ou na seção média com força. Embora cause danos mínimos, o golpe pode servir para desenvolver uma superior e/ou posição livre para o defensor.

### Cabeçada
A cabeçada é um golpe com a cabeça, geralmente envolvendo o uso de partes robustas do crânio como áreas de impacto. A efetividade da cabeçada gira em torno do golpeamento de uma área sensível, com uma área menos sensível, como golpear o nariz de um adversário com a testa. É conhecida como uma manobra arriscada: uma cabeçada equivocada pode causar mais danos à pessoa que realiza a cabeçada do que na pessoa que as recebe.

### Golpe com o ombro
Um golpe com o ombro (também chamado de morote) é um golpe com a parte anterior do ombro. O golpe de ombro pode ser usado contra a cabeça do adversário em posições próximas, como em um clinche ou em combate no solo, mas geralmente não é considerado como tendo poder de nocaute. No entanto, como usado como um ponto de apoio para uma hiperextensão de junta, tal como uma chave-de-braço no jiu-jitsu clássico em posições em pé ou no solo, pode servir também para quebrar a referida junta ou, quando a superfície é o cotovelo golpeado em cima ou como uma superfície tanto para equilibrar quanto para quebrar tanto quanto a coxa é para o juji-gatame no judô.

### Deslocamento com ombro e quadril
O deslocamento envolve golpear com o lado do corpo, na altura do quadril ou ombro, deslocando o equilíbrio e empurrando com o pé mais para conduzir o corpo com força contra o adversário. Embora esses movimentos sejam usados extensivamente no hóquei no gelo, também são comuns no futebol. Estes golpes estão presentes em várias técnicas de autodefesa embora raramente causem danos, mas são usados para desequilibrar ou derrubar um oponente. No entanto, quando aplicado com amplo poder e contra uma região vulnerável pode causar dor, por exemplo, bater em um adversário com o ombro contra o nariz, atingir o músculo femoral superior quadríceps com o quadril, ou levando o ombro contra a região do plexo solar do oponente.